# ヴィニー・カリウタ
ヴィンセント・ピーター・カリウタ（Vincent Peter Colaiuta、1956年2月5日生 - ）は、イタリア系アメリカ人のドラマーで、多くのジャンルでスタジオ・ミュージシャンとして活動している。1970年代後半からフランク・ザッパ、ジョニ・ミッチェル、スティングなどとレコーディングやツアーを行う傍ら、多数のレコーディングやコンサートで出演をしている。
1996年にモダンドラマー誌のホールオブフェイム、2014年にクラシックドラマー誌のホールオブフェイムに殿堂入りした。グラミー賞は1回受賞し、2回ノミネートされている。

## 来歴
ペンシルベニア州ブラウンズビル出身。子供の頃からドラムセットで遊び、14歳の時に両親からフルセットを贈られ、本格的にドラマーを目指す道を歩み始めた。
1974年から1年間、ボストンのバークリー音楽院で学ぶ。この時代、当時ビッグバンドに所属していたドラマーのスティーヴ・スミスと出会っている。両者はゲイリー・チェイフィーの講義を懸命に受けたり、シンバルの叩法について夜遅くまで語り合うなど、熱心な学生だった。
バークリ―で学んだ後にアル・クーパーと活動してから、1978年に住まいをロサンゼルスに移し、ラウンジのバンドなどで演奏しながら糧を得つつ経験を積んだ。同年、22歳の時にフランク・ザッパのオーディションを受け、難易度では悪名高い課題曲「The Black Page」を見事に演奏して合格した。そしてザッパのツアーのメイン・ドラマーとして1978年8月から10月までの国内ツアーと1979年2月から4月までのヨーロッパ・ツアーに参加し、スタジオ活動に専念する為に一旦ツアー活動から離れた後、1980年10月から12月までの国内とカナダのツアーに参加した。この間のザッパのレコーディングでの有力メンバーにもなり、『ジョーのガレージ』（1979年）、『ティンゼル・タウン・リベリオン』（1981年）、『黙ってギターを弾いてくれ』（1981年）の3作のアルバムでドラムを叩いた。そのどれもが驚くべき内容だと多くのドラマーに認められ、特に『ジョーのガレージ』でのそれは1993年の『Modern Drummer』誌においてドラム演奏ベスト25に選出される程のものだった。ザッパも後年出版した自伝に、彼のプレイを自分のバンドの歴代ドラマーで最高のものと綴っている。

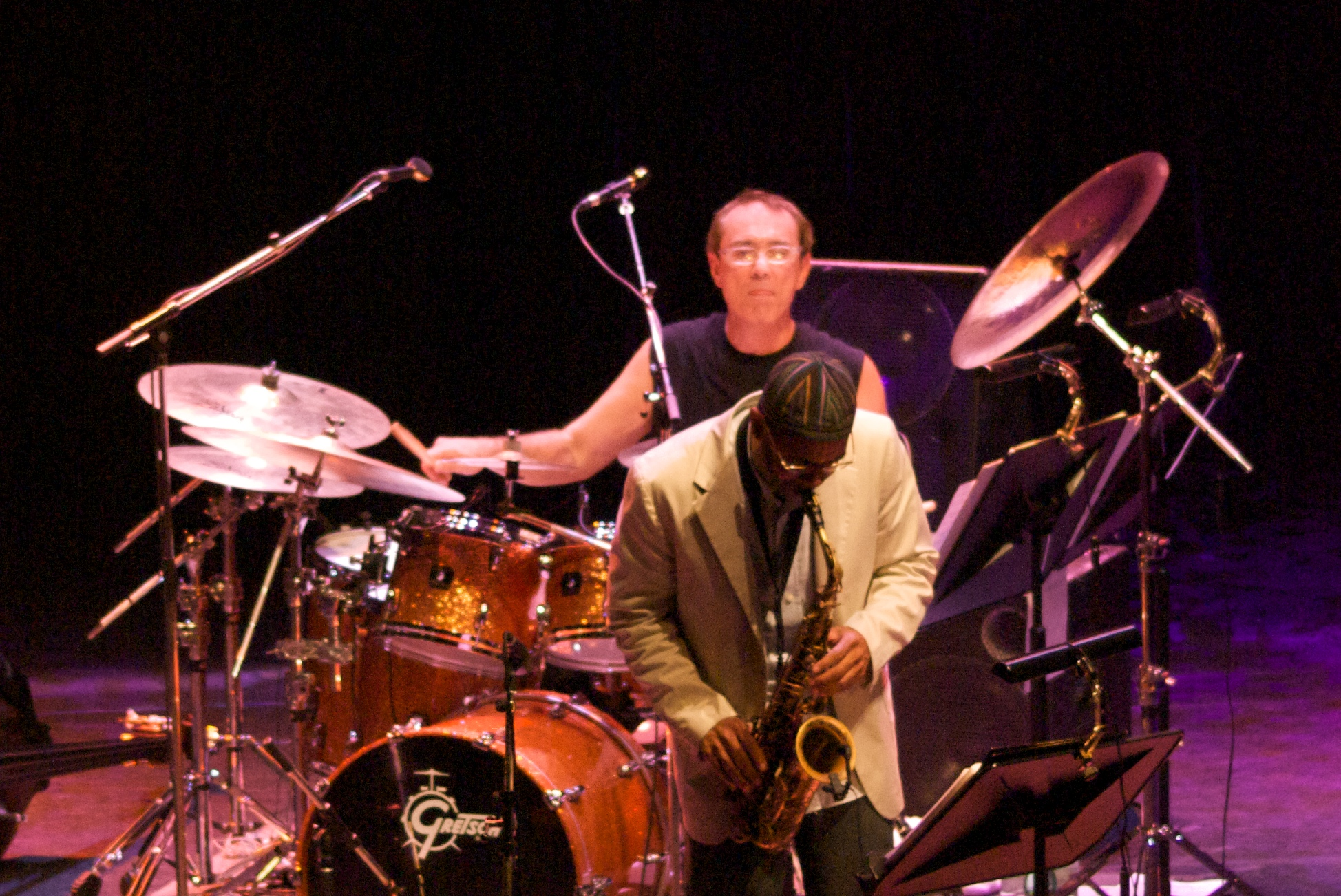
ファイヴ・ピース・バンドでケニー・ギャレットと演奏するカリウタ（2008年）

ザッパの元を独立してからは、ジノ・ヴァネリ、ジョニ・ミッチェル、バーブラ・ストライサンド、サンディ&ジュニアやチャカ・カーンなどから果てはメガデスまで、多彩なミュージシャンとの仕事をこなす。一方で、ジャズ界でも八面六臂の活躍を見せ、チック・コリア、ジミー・ハスリップ、クインシー・ジョーンズ、バディ・リッチのビッグバンドやビューエル・ナイトリンガーらとも共演している。2005年には、ポール・アンカのヒット・アルバム『ロック・スウィング』にも参加している。
1990年、彼はスティングの募集に応じ、アルバム『ソウル・ケージ』発表後のライブ・ツアーに参加する。スティングのバンド加入はその後7年間に及び、レコーディングにはそれ以上の期間加わった。1996年にはスティングに同行して「English Jam」で演奏し、その模様はジョン・マクラフリンのアルバム『ザ・プロミス』に収められている。2003年、スティングのアルバム『セイクレッド・ラヴ』のセッションに参加した縁で同アルバムのプロモーション・ライブに出演したが、ワールド・ツアーへの誘いは断っている。
1994年、初ソロ・アルバム『VINNIE COLAIUTA』を発表。しかしセッション・ミュージシャンの要請が相変わらず多く、また映画音楽の制作やテレビ、ラジオなどの音楽担当を数え切れず任されていることもあって、それ以後はなかなか発表されなかった。
これまで『Modern Drummer』誌の読者投票で選出されるドラマー・オブ・ザ・イヤーに通算18度選ばれ、うち10回は「Best Overall」カテゴリーでの受賞を含んでいる。1996年には、現代ドラム奏者の殿堂入りし、今を生きる最も重要なドラマーと評された。
直近では、フェイス・ヒルのレコーディングやツアーへの参加、ジェフ・ベックの公演でバックを務める傍ら、数多いミュージシャンのセッションなど、相変わらず多忙なスケジュールをこなしている。

## ディスコグラフィ

### リーダー・アルバム
- 『VINNIE COLAIUTA』 - Vinnie Colaiuta (1994年、Stretch)

### ジン・チ
（ヴィニー・カリウタ、ロベン・フォード、ジミー・ハスリップなどが参加したバンド）
- 『ジン・チ』 - Jing Chi (2001年、Tone Center)  ※ヴィニー・カリウタ、ロベン・フォード、ジミー・ハスリップ名義
- 『ライヴ!』 - Jing Chi Live at Yoshi's (2003年、Tone Center) [9]
- 『3D』 - 3D (2004年、Tone Center)
- 『スプリーモ』 - Supremo (2017年、Inakustik Quality Of Music)

### 連名アルバム
- Dedication (1992年、Musidisc) ※with バニー・ブルネル、マイク・スターン、ビリー・チャイルズ
- Living (2001年、Universal/EmArcy) ※with アイデン・エッセン、ミロスラフ・ヴィトウス
- Live At The Baked Potato 2000 (2001年、LMNOP Music) ※with グレッグ・マティソン、エイブラハム・ラボリエル、マイケル・ランドウ
- Cave Man (2003年、J2K Records) ※with アンティ・コティコスキ、ヨルグ・クルートゲン、スティーヴ・タヴァローニ

### 参加アルバム
ジョニ・ミッチェル
- 『ワイルド・シングス・ラン・ファスト』 - Wild Things Run Fast (1982年)
- 『ドッグ・イート・ドッグ』 - Dog Eat Dog (1985年)
- 『ナイト・ライド・ホーム』 - Night Ride Home (1991年)

トム・スコット
- 『ディザイア』 - Desire (1982年)
- 『ストリームラインズ』 - Streamlines (1987年)
- 『フラッシュポイント』 - Flashpoint (1988年)
- 『スモーキン・セクション』 - Smokin' Section (1999年) ※トム・スコット&ザ・L.A.エクスプレス名義

スティング
- 『テン・サマナーズ・テイルズ』 - Ten Summoner's Tales (1993年)
- 『マーキュリー・フォーリング』 - Mercury Falling (1996年)
- 『ブラン・ニュー・デイ』 - Brand New Day (1999年)
- 『セイクレッド・ラヴ』 - Sacred Love (2003年)
- 『ニューヨーク9番街57丁目』 - 57th & 9th (2016年)

フランク・ザッパ
- 『ジョーのガレージ』 - Joe's Garage (1979年)
- 『ティンゼル・タウン・リベリオン』 - Tinseltown Rebellion (1981年)
- 『黙ってギターを弾いてくれ』 - Shut Up 'n Play Yer Guitar (1981年)
- 『ザ・マン・フロム・ユートピア』 - The Man From Utopia (1983年)
- 『ギター』 - Guitar (1988年)
- 『オン・ステージ Vol.1』 - You Can't Do That on Stage Anymore, Vol. 1 (1988年)
- 『オン・ステージ Vol.4』 - You Can't Do That on Stage Anymore, Vol. 4 (1991年)
- 『オン・ステージ Vol.6』 - You Can't Do That on Stage Anymore, Vol. 6 (1992年)
- 『雑派大魔神パリで逆鱗』 - Any Way the Wind Blows (1991年) ※Beat the Bootsシリーズ
- 『ストリクトリー・コマーシャル - ベスト・オブ・フランク・ザッパ』 - Strictly Commercial (1995年) ※コンピレーション
- 『ロスト・エピソード』 - The Lost Episodes (1996年)
- Frank Zappa Plays the Music of Frank Zappa: A Memorial Tribute (1996年)
- 『ハヴ・アイ・オフェンディッド・サムワン?』 - Have I Offended Someone? (1997年)
- Son of Cheep Thrills (1999年)
- Halloween (2003年)
- Trance-Fusion (2006年)
- Buffalo (2007年)
- Chicago '78 (2016年)

松任谷由実
- 『acacia(アケイシャ)』 (2001年)
- 『PRIVATE LIVE IN L.A. ～The 14th Moon to acacia～』 (2001年)
- 『Yuming Compositions: FACES』 (2003年)
- 『VIVA! 6×7』 (2004年)
- 『The session at Stellar Ball』 (2005年)
- 『ついてゆくわ』 (2005年)
- 『虹の下のどしゃ降りで』 (2006年)
- 『A GIRL IN SUMMER』 (2006年)
- 『そしてもう一度夢見るだろう』 (2009年)
- 『ダンスのように抱き寄せたい/バトンリレー』 (2010年)
- 『Road Show』 (2011年)
- 『宇宙図書館』 (2016年)

中島みゆき
- 『短篇集』 (2000年)
- 『心守歌-こころもりうた』 (2001年)
- 『銀の龍の背に乗って』 (2003年)
- 『恋文』 (2003年)
- 『いまのきもち』 (2004年)
- 『歌姫 LIVE in L.A.』 (2004年)
- 『中島みゆきライヴ! Live at Sony Pictures Studios in L.A.』 (2005年)
- 『転生 TEN-SEI』 (2005年)
- 『ララバイSINGER』 (2006年)
- 『真夜中の動物園』 (2010年)
- 『荒野より』 (2011年)
- 『常夜灯』 (2012年)

その他
- ジノ・ヴァネリ : 『ナイトウォーカー』 - Nightwalker (1980年)
- 村田和人 : 『Showdown』 (1986年)
- ビリー・ジョエル : 『ザ・ブリッジ』 - The Bridge (1986年)
- ブライアン・フェリー : 『ベイト・ノワール』 - Bête Noire (1987年)
- 村田和人 : 『Boy's Life』 (1987年)
- 渡辺美里 : 『Flower bed』 (1989年)
- アラン・ホールズワース : 『シークレッツ』 - Secrets (1989年)
- ポール・ヤング : 『アザー・ヴォイセズ』 - Other Voices (1990年)
- 鈴木雅之 : 『mood』 (1990年)
- アン・ルイス : 『K-ROCK』 (1992年)
- トニー・バンクス : 『スティル』 - Still (1992年)
- アラン・ホールズワース : 『ウォーデンクリフ・タワー』 - Wardenclyffe Tower (1992年) ※「Against the Clock」に参加
- ザ・ザ : 『ダスク』 - Dusk (1993年)
- デュラン・デュラン : 『デュラン・デュラン（ザ・ウェディング・アルバム）』 - Duran Duran (1993年)
- SMAP : 『SMAP 007〜Gold Singer〜』 (1995年)
- 奥井雅美 : 『Do-can』 (1998年)
- スティーヴ・スティーヴンス : 『フラメンコ・ア・ゴー・ゴー』 - Flamenco.a.Go.Go (1999年)
- T-SQUARE : 『FRIENDSHIP』 (2000年)
- エイジア : 『オーラ』 - Aura (2000年)
- クリスティーナ・アギレラ : 『マイ・カインド・オブ・クリスマス』 - My Kind of Christmas (2000年)
- Various Artists : 『ピンク・フロイド・トリビュート』 - An All Star Lineup Performing the Songs of Pink Floyd (2002年)
- フェイス・ヒル : 『クライ』 - Cry (2002年)
- Aja Daashuur : Before the Beginning (2003年)
- マイク・スターン : 『ジーズ・タイムス』 - These Times (2003年)
- アンディ・サマーズ : Earth + Sky (2003年)
- レネー・オルステッド : Renee Olstead (2004年)
- メガデス : 『ザ・システム・ハズ・フェイルド』 - The System Has Failed (2004年)
- ポール・アンカ : 『ロック・スウィング』 - Rock Swings (2005年)
- バックストリート・ボーイズ : 『ネヴァー・ゴーン』 - Never Gone (2005年)
- Various Artists : 『バック アゲインスト ザ ウォール・ピンクフロイド トリビュート アルバム』 - Back Against the Wall (2005年) ※ビリー・シャーウッド主宰
- チック・コリア : 『アルティメット・アドヴェンチャー』 - The Ultimate Adventure (2006年)
- ジョン・マクラフリン : 『インダストリアル・ゼン』 - Industrial Zen (2006年) ※「New Blues Old Bruise」に参加
- アンドレア・ボチェッリ : 『貴方に贈る愛の歌』 - Amore (2006年)
- スコット・キンゼイ : Kinesthetics (2006年)
- マリリン・スコット : 『イノセント・オブ・ナッシング』 - Innocent of Nothing (2006年)
- 寺尾聰 : 『Re-Cool Reflections』 (2006年)
- ジェフ・ベック : 『ライヴ・ベック '06』 - Official Bootleg USA '06 (2007年)
- ハービー・ハンコック : 『リヴァー〜ジョニ・ミッチェルへのオマージュ』 - River: The Joni Letters (2007年)
- ジェフ・ベック : 『ライヴ・ベック3〜ライヴ・アット・ロニー・スコッツ・クラブ』 - Performing This Week: Live at Ronnie Scott's Jazz (2008年)
- チック・コリア & ジョン・マクラフリン : 『ファイヴ・ピース・バンド・ライヴ』 - Five Peace Band Live (2009年)
- ハービー・ハンコック : 『イマジン・プロジェクト』 - The Imagine Project (2010年)
- 福原美穂 : 『The Soul Extreme EP II』 (2011年)
- ジョー・サトリアーニ : 『アンストッパブル・モメンタム』 - Unstoppable Momentum (2013年)
- ブライアン・ウィルソン : 『ノー・ピア・プレッシャー』 - No Pier Pressure (2015年)
- ジョー・サトリアーニ : 『ショックウェイヴ・スーパーノヴァ』 - Shockwave Supernova (2015年)
- Kamil Rustam : Cosmopolitain (2017年)
- TOTO : 『40トリップス・アラウンド・ザ・サン 〜グレイテスト・ヒッツ〜』 - 40 Trips Around the Sun (2018年)
- スティーヴ・ペリー : 『トレイシズ』 - Traces (2018年)
- 松居慶子 : 『Echo』 (2019年)